# 大理寺
大理寺是中國古代掌管刑獄的中央审理机关，因大理寺常在棘樹下審問罪犯，故太僕寺雅稱棘寺。越南古代仿中国，亦设置有大理寺这一机关。

## 历史
秦汉为廷尉，北齐改为大理寺，历代因之。秦漢時期以廷尉主刑狱，审理各地刑狱重案。西汉汉景帝、汉哀帝、东汉末汉献帝、南朝梁武帝曾四次將廷尉改作大理，後又改回。北齊首先設大理寺，为官署名，置判寺一人，又加少卿一人，其掌职是审核刑狱案件。後沿用此制。宋分左右寺，左寺复审各地方的奏劾和疑狱大罪，右寺审理京师百官的刑狱。其主官称卿，下设少卿、丞及其他员役。北宋熙宁五年（1072年），增详断官二为十员。北宋元丰二年（1079年）手诏：“大理寺近举坠典，俾治狱事，推轮规摹，皆以义起，不少宽假，必怀顾忌，稽留弊害，无异前日。宜依推制院及御史台例，不供报纠察司。”元未设大理寺。明清继续设大理寺，但职能上与唐宋略有不同：唐宋大理寺掌审判，而刑部掌复核；明清则大理寺掌复核，而刑部掌审判。
凡遇重大案件，唐制由大理寺卿与刑部尚书、侍郎会同御史中丞会审，称三司使。明、清由大理寺、刑部、都察院会审，称三法司。决狱之权在刑部，但大理寺不同意时，可上奏圣裁。明清以前，大理寺權較重；明清以後，大理寺雖仍為「三法司」之一，但主要權力逐漸轉向刑部。明清时期各中央司法机构的职能与隋唐时期相反，刑部负责审判推鞫，大理寺负责复核详谳。
大理寺卿官秩，隋初为正三品，隋炀帝改从三品，唐同。明、清均正三品。可参与朝廷大政会议。明朝洪武二十四年（1391年）六月，大理寺丞周志清提升为卿，又說：“大理之卿，即古之廷尉，历代任斯职者，独汉称张释之、定國，唐称戴胄。”
清朝光绪二十四年（1898年）戊戌变法时，大理寺一度并入刑部，旋复旧。光緒三十二年（1906年），清廷頒行《大理院審判編制法》，改大理寺为大理院。1912年中华民国成立后，北京政府继续设大理院。民国十六年（1927年），国民政府改设最高法院。

## 腳註
1. ↑  唐朝以前，但凡九寺皆雅稱棘寺，唐朝以後專指大理寺[3]。

## 引用
1. ↑  北宋·王讜，《唐語林》（卷8）：“大理則於棘下訊鞫其罪，所謂‘大司寇聽刑於棘木之下’。”
2. ↑  南宋·徐夢莘，《三朝北盟會編》（卷207）：“初，飛在大理寺獄，未肯招狀，先是飛自郾陵回軍也，在一村寺中，與王貴、張憲、董先、王俊夜坐，移時不語，忽作聲曰：‘天下事竟如何？’眾皆不敢應，唯憲徐言曰：‘在相公處置耳。’既退，俊握先及貴手曰：‘太尉，太尉聞適來相公之言及張太尉之對否？’先與貴曰：‘然。’及俊告飛使子雲通書軍中事，因言郾陵路中之語，舊校云：王俊首武穆反狀，《揮塵餘話》載之最詳，追先赴行在，秦檜與先曰：‘止是有一句言語要爾爲證，證了只今日便可出。’仍差大理官二人送先赴大理寺，並命證畢，就今日摘出，繇是先下大理寺對吏，即伏，吏問飛，飛猶不伏，有獄子事飛甚謹，至是獄子倚門斜立無恭謹之狀，飛異之，獄子忽然而言曰：‘我平生以岳飛爲忠臣，故伏侍甚謹，不敢少慢，今乃逆臣耳！’飛聞之，請問其故，獄子曰：‘君臣不可疑，疑則爲亂，故君疑臣則誅，臣疑君則反，若臣疑於君不反，復爲君疑而誅之，若君疑於臣而不誅，則復疑於君而必反。君今疑臣矣，故送下棘寺，豈有復出之理？死故無疑矣！少保若不死出獄，則復疑於君，安得不反？反既明甚，此所以爲逆臣也！’”
3. ↑  北宋·王讜，《唐語林》（卷8）：“凡言九寺，皆曰「棘卿」。《周禮》「三槐九棘」：槐者，懷也；上佐天子，懷來四夷。棘者，言其赤心以奉其君，皆三公九卿之任也。唐世惟大理得言棘卿。”
4. ↑  《新唐书·百官志三》：“大理寺。卿一人，从三品；少卿二人，从五品下。掌折狱、详刑。凡罪抵流、死，皆上刑部，覆于中书、门下。”
5. ↑  《明史·职官志二》：“大理寺......卿掌审谳平反刑狱之政令。少卿、寺丞赞之。”

## 延伸阅读
[在维基数据编辑]
 《欽定古今圖書集成·明倫彙編·官常典·大理寺部》，出自陈梦雷《古今圖書集成》